# Канавеси, Адэмар
Адэмар Канавеси (известный также как Канавесси) (исп. Adhemar Canavesi; 18 августа 1903 — 14 ноября 1984) — уругвайский футболист, защитник, игрок сборной Уругвай, провёл за неё 9 матчей. Чемпион Олимпийских игр 1928 года.

## Биография
Адэмар Канавеси на клубном уровне дебютировал за «Белья Висту» из Монтевидео в начале 1920-х годов и довольно долго выступал за эту команду, в которой выросло немало легендарных футболистов, например, Хосе Насасси.
За сборную Уругвая защитник дебютировал 14 июля 1925 года в товарищеской игре против Парагвая, в котором Уругвай уступил дома 0:1. В 1927 году Канавесси участвовал в чемпионате Южной Америки. Он сыграл в двух из трёх играх Селесте на турнире — стартовую игру у сборной Перу Уругвай выиграл 4:0, затем без Канавесси обыграл Боливию 9:0 (самая крупная победа в истории Кубка Америки), а в третьем матче, после возвращения в состав Адэмара, уступил аргентинцам 2:3.
По поводу матчей с Аргентиной у Канавесси выработалась настоящая фобия: каждый раз, когда Адэмар играл против соседей, Уругвай проигрывал. На Олимпийских играх в Амстердаме Канавесси вначале был запасным игроком, затем 7 июня 1928 он провёл хороший матч против сборной Италии в полуфинале (3:2), но когда узнал, кто будет соперником по финалу (Аргентина), пришёл в панику и добился того, чтобы его не включали в состав на эту игру. Такая «тактика» сработала и Уругвай, пусть и в переигровке, но сумел выиграть Аргентину и стать во второй раз подряд чемпионом Олимпийских игр. Полуфинальная игра стала для Канавесси последней в небесно-голубой футболке сборной Уругвая.
В 1932 году Адэмар Канавеси стал чемпионом Уругвая в составе «Пеньяроля», а через год финишировал со своей командой в чемпионате на втором месте.

## Достижения
- Чемпион Уругвая (1): 1932
- Чемпион Олимпиады: 1928
- Вице-чемпион Южной Америки (1): 1927